# Дети века (фильм, 1915)
«Дети века» (1915) — художественный немой фильм режиссёра Евгения Бауэра. Фильм вышел на экраны 3 октября 1915 года и имел значительный успех у зрителей. Сохранился без надписей.
Фильм находится в общественном достоянии.

## Сюжет
В фильме показана «драма жены мелкого служащего — молодой женщины, которую захотел начальник её мужа».
Мария Николаевна Торопова живёт счастливой семейной жизнью c любимым мужем и крошечным сыном. Однажды в торговых рядах она случайно встречается с гимназической подругой Лидией Верховской, которая вышла замуж за богатого человека. Лидия приезжает к ней в гости и приглашает Марию с мужем посетить её особняк.
На вечеринке в этом богатом особняке Марию замечает богатый коммерсант Лебедев, который сразу влюбляется в неё. Она отвергает его приставания.
По требованию Лебедева мужа Марии Николаевны увольняют с работы и у Тороповых не остается средств к существованию. Лидия Верховская везёт Марию на прогулку, где происходит её новая встреча с коммерсантом. Лебедев спаивает её и уносит в лес, далее растрёпанная Мария пытается убежать от него, выпрыгивает из машины, но все окружающие не понимают её и дают Лебедеву её увести. Она приходит домой растрепанная в смятении, на вопрос мужа "Что случилось?" отвечает ничего. Уходя из дома она обречённо целует мужа, говорит "Это сильнее меня" и уезжает на вечеринку к Лебедеву. Гости Лебедева поднимают тост "За новое счастье Марии", Лебедев пытается поцеловать Марию, но она ему не отвечает и начинает пить вино. Торопов получает записку от коммерсанта, он приходит по назначенному адресу и получает предложение "Если вы откажетесь ото притязаний на Вашу жену и ребёнка...", на что он агрессивно реагирует и пытается задушить Лебедева, втроём его скручивают и выкидывают из дома. Мария принимает тяжёлое решение и с помощью Лидии Верховской, воспользовавшись отсутствием Торопова, увозит своего ребёнка. Придя домой и увидев опустевшую колыбель, муж Марии Николаевны приходит в отчаяние. Он находит в ящике стола пистолет, подносит его к своему виску, кладет на стол и пишет "...любящий вас". Фильм заканчивается сценой с его телом лежащим на спине.

## В ролях

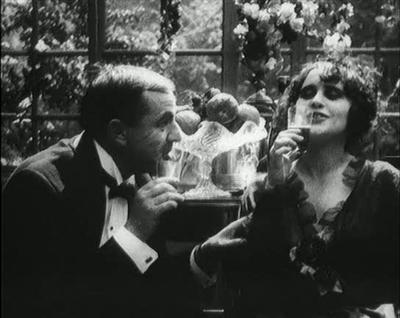
Кадр из фильма «Дети века» (1915)

| Актёр             | Роль                          |
| ----------------- | ----------------------------- |
| Вера Холодная     | Мария Николаевна Торопова     |
| Иван Горский      | Торопов, муж Марии Николаевны |
| Арсений Бибиков   | Лебедев, коммерсант           |
| Вера Глинская     | Лидия Верховская              |
| Александр Вырубов | чиновник                      |
| С. Рассатов       | директор банка                |
| А. Сотников       | адвокат                       |

## Съёмочная группа
- Режиссёр: Евгений Бауэр
- Оператор: Борис Завелев
- Продюсер: Александр Ханжонков

## Оценки
После выхода фильма появились противоречивые рецензии. Рецензент «Проектора» написал, что «сюжет пьесы „насыщен“ кинематографическим шаблоном» и «затаскан в кинематографии» и фильм «не спасают ни режиссёрские „трюки“, ни участие в главной роли В. В. Холодной …».
«Вестник кинематографии» отмечал «трогательный реализм актёрской игры» и высоко оценивал фильм: «Постановка г. Бауэра превыше похвал. Поразительно красив карнавал на пруду, великолепны и все остальные сцены…».
Критик журнала «Кинема» написал, что актриса Вера Холодная «очень верно» исполнила свою роль любящей жены и матери и в отдельных моментах выглядела «бесподобно правдиво». Обозреватель «Театральной Газета», признавая заслуженным успех фильма, напротив, отмечал недостатки актёрской игры Веры Холодной, указывая, что «её темпы слишком ровны, слишком замедленно-холодны». С другой стороны, тот же рецензент выделял роль Ивана Горского и отмечал, что «сцена смерти проведена с большим мастерством и должна быть отмечена в ряду несомненно крупных достижений экрана».
Рецензент «Обозрения театров» написал, что постановка заслуживает похвалы и «Бауэр вполне освоился с условиями экрана и умеет выделить наиболее выпукло эффектные моменты». Журнал «Сине-фоно» отметил в постановке очень интересные «трюки» — вроде «карнавала на воде». Спустя 90 лет киновед Ирина Гращенкова в книге «Кино Серебряного века» указала на метафоричность этого эпизода — «прельстивший героиню праздник жизни, так же быстро отгорит как этот фейерверк, отойдёт как этот праздник».
И. Н. Гращенкова назвала фильм в числе лучших российских кинодрам 1914—1917 годов и назвала его «групповым портретом современников в интерьере эпохи». Она, в частности, написала о выразительности сцен, снятых вне павильона: «В фильме „Дети века“ место роковой встречи героини с подругой, изменившей всю её жизнь, — Верхние торговые ряды на Красной площади. Крупнейший московские магазин (тысяча небольших в одном) — зеркала, кованное кружево перил, стеклянная крыша, мостики-переходы. Такой современный, красивый, естественный съёмочный павильон и одновременно — ярмарка богатства и тщеславия, торжище…».
Кроме уже упомянутого эпизода с «карнавалом на воде», И. Гращенкова отметила метафоричность других сцен из фильма:
«Там в торговых рядах героиня покупает ребёнку игрушки, вернувшись, играет с ним, как с живой куклой, а когда оставляет семью, покидает дом, бросает ребёнка, как капризная девочка надоевшую игрушку. Кадр-метафора, эпизод-метафора, деталь-метафора. Так рождается авторский комментарий к событиям, поступкам — недвусмысленный и негромкий…».
Киновед Нея Зоркая отмечала: «Е. Бауэр, отличный постановщик не только салонных психологических драм, но драм мещанских, рисует дом и быт Марии Николаевны и точно, и полно». Несмотря на то, что сюжет «неоднократно повторялся на экране и без Веры Холодной», именно он в последующих фильмах с её участием «штампуется и накладывается на любой жизненный материал, причём и в тех случаях, когда материал противится данной схеме, в „Детях века“ вполне органичной».
Киновед Лидия Зайцева подробно рассмотрела художественные особенности фильма в своей монографии. В частности, она отметила: «Противопоставление благородной бедности и развращающей роскоши воплощено в сопоставлении двух детально проработанных интерьеров. Первый — скромная квартирка (были в фильмах Бауэра и такие), которую, в конце концов, покидает героиня, и второй — тот, где она обосновалась в финале „Детей века“».
«Центральное место между двумя композициями — скромной квартирки и богатого особняка, — писала Л. Зайцева, — занимает карнавальное действо с фейерверками и серпантином, на фоне которого развёртывается первая сцена обольщения». По мнению киноведа, «в контексте фильма кадрам карнавала и сценам обольщения, овеянным его атмосферой, поручена очень важная роль»: «Атмосфера обольщения говорит о развитии сюжета больше, чем показ поведения героев и их диалог. Такие возможности подмены действия состоянием окружающей среды не были известны до появления фильмов Бауэра…».
Культуролог Игорь Смирнов отмечал, что режиссёр Бауэр «заполнял выстраиваемые интерьеры скульптурами, имевшими более, чем декоративное значение». Например, «деревянный орёл и статуя обнажённого мальчика на перилах лестницы, по которой поднимается к любовнику Мария Николаевна, намекают на миф о Ганимеде и таким образом сопряжены с одним из основных событий фильма — с похищением героиней ребёнка из квартиры мужа». Как и критик «Театральной Газеты» 1915 года, он также выделял финальную сцену фильма, когда «отсутствие кадра с выстрелом из пистолета (до того уже взятого самоубийцей в руки) позиционируется Бауэром там, где немой фильм достигает сюжетной кульминации, являющей собой вместе с тем и пик его беззвучия (отсутствие звука ощущается тем сильнее, чем более он мог бы ожидаться)».
Кинокритик Шамма Шахадат интерпретирует фильм как версию «Анны Карениной», где образ женщины символизирует кризис семьи и традиционного общества. При этом в «Детях века», как и в фильме «Дитя большого города», произошла трансформация прежнего культурного контекста. Марии предназначено выжить и пережить своего слабонервного и эмоционально уязвимого мужа. И, в отличие от Анны Карениной, героиня действует согласно не эмоциональной, а экономической логике.